# Guelmim (provincie)
Guelmim is een provincie in de Marokkaanse regio Guelmim-Es Semara.
Guelmim telt 166.685 inwoners op een oppervlakte van 2.875 km².

## Grootste plaatsen
| Plaats              | Inwoners (1994) | Inwoners (2004)' |
| ------------------- | --------------- | ---------------- |
| Guelmim             | 72.529          | 95.749           |
| Ifrane Atlas Saghir | 12.399          | 11.962           |
| Taghjijt            | 11.125          | 11.207           |
| Bouizakarne         | 8.638           | 11.982           |
| Timoulay            | 5.632           | 5.433            |
| Tagante             | 5.380           | 3.343            |
| Fask                | 3.950           | 3.404            |
| Asrir               | 3.754           | 3.715            |
| Aday                | 3.539           | 3.481            |

Ben Slimane · Khouribga · Settat · El Jadida · Safi · Boulmane · Fez · Moulay Yacoub · Sefrou · Kénitra · Sidi Kacem · Casablanca · Médiouna · Mohammedia · Nouaceur · Assa-Zag · Guelmim · Tan-Tan · Tata · Boujdour · Es-Semara · Lâayoune · Al Haouz · Chichaoua · Essaouira · Kelâat Es-Sraghna · Marrakech · Al Ismaïlia · El Hajeb · Errachidia · Ifrane · Khénifra · Meknès · Berkane · Figuig · Jerada · Driouch · Nador · Oujda-Angad · Taourirt · Aousserd · Oued ed Dahab · Khémisset · Rabat · Salé · Skhirat-Témara · Agadir-Ida-Ou-Tanane · Inezgane-Aït Melloul · Chtouka-Aït Baha · Ouarzazate · Taroudant · Tiznit · Zagora · Azilal · Béni-Mellal · Chefchaouen · Fahs-Bni Mkada · Larache · Tanger-Asilah · Tétouan · Al Hoceima · Taounate · Taza